# Creoleon giganteus
Creoleon giganteus is een insect uit de familie van de mierenleeuwen (Myrmeleontidae), die tot de orde netvleugeligen (Neuroptera) behoort. 
Creoleon giganteus is voor het eerst wetenschappelijk beschreven door Navás in 1932.